# Kofax
Kofax Inc.  (コファックス)は、米国カリフォルニア州アーバインに本社を置きプロセス自動化ソフトウェアなどを提供している企業である。 
1985年に設立されたKofaxは、南北アメリカ、 ヨーロッパ、中東及びアフリカ 、アジア太平洋の70か国25,000の顧客に、プロセス管理、ロボティック・プロセス・オートメーション、電子署名、モビリティ、顧客コミュニケーションサービスを提供している。 同社は2014年現在、75か国で約1,381人の従業員を雇用している。 
同社は、プライベート・エクイティ・ファンドのトーマ・ブラボーが所有する独立したポートフォリオ会社である。

## 歴史
同社は1985年にディーン・ハフとデビッド・シルバーによってコンピューターソフトウェア会社として設立され、顧客が同社のキャプチャソフトを使って共有デジタル情報をキャプチャ、管理、アクセスできるようにした。 
1990年代後半から2000年代にかけて、CEO兼社長のシルバーは会社の事業を拡大した。  Kofax Image Products, Inc. は、1999年には3,700万米ドルの売上と420万ドルの利益を出した。 
1999年7月にKofax Image Products, Inc. は、英国の持ち株会社DICOM Groupに7,500万米ドルの現金取引で買収されると発表した。これは同社が持つデジタルキャプチャ技術と、DICOM Groupのヨーロッパでの流通サービスとの相乗効果を出すためであった。DICOMは、1997年にロンドン証券取引所に上場する前に、1996年にオルタナティブ投資市場 (AIM) に上場していた。 
アプリケーションソフトウェア、パートナー向けにブランド変更されたソフトウェア、およびハードウェアへの集中戦略は、DICOMのCEOであるレイノルズ・C・ビッシュによって主導された。 ビッシュは、2007年11月に社長CEO兼エグゼクティブディレクターに就任し、2008年1月にKofax Image Products, Inc. およびDICOM GroupのKofax Inc.へのブランド変更を主導した。 
2011年5月、Kofax Inc. は、dotImageという名前のドキュメントイメージングツールキットを主な製品とする画像ソフトウェア会社であるAtalasoft Inc.を買収した。  12月までに、Singularityを買収するためのKofax Inc. の4,800万米ドルの入札が承認された。 この買収により、ビジネスプロセス管理（BPM）ソフトウェアやケース管理ソフトウェアをパブリック・プライベートSaaS プラットフォームで提供するようになった。 
2013年夏に、Kofax Inc.は、Kapow Software (カポウ・ソフトウェア)を獲得し、製品ポートフォリオにロボティック・プロセス・オートメーション (RPA) が追加された。継続的な事業拡大により、2013年12月にKofax Inc.はNASDAQ株式市場に上場した（NASDAQ: KFX）。  1年後、Kofaxはドイツのシュトゥットガルトにある電子署名と署名検証ソリューションを扱うソフトウェア会社であるSoftproを別の事業体として3,470万米ドルで買収した。 Kofax Inc.は、2015年3月までに、オランダの顧客コミュニケーション管理会社であるAia Holdingを1950万米ドルの現金取引で買収した。 
モバイルアプリケーションを備えたシングルプラットフォームソフトウェアの需要が高まるにつれ、Kofaxは文書ワークフロー、イメージング、インテリジェントキャプチャ、およびビジネスプロセス管理ソリューションを市場投入した。Aetna 、 アメリカン・エキスプレス 、 Cardinal Health 、 HSBC 、 メットライフ、Visaなどフォーチュングローバル100リストに載っているさまざまな企業が、Kofaxのモバイルアプリケーションを企業向け、消費者向けに組み込んだ。 2014年11月にはVisaとKofaxとの協業が強化され、Visaはアジア太平洋地域での顧客対応と電子記録保存システム間の企業間取引トランザクション簡素化の取り組みを強化した。 
Kofax TotalAgility、Kapow、Altosoft Insightは、Visaの企業間取引プロセスと連携する。2018年2月、三菱東京UFJ銀行は、Kofax KapowとKofax TotalAgilityを採用して、組織全体で2,000を超えるビジネスプロセスを自動化した。 
2015年1月15日、KofaxはXerox Corporationとの国際的な協業を発表し、3億米ドルを超える株主価値を追加した。 

### レックスマークによるKofax買収
2015年3月24日、 レックスマーク・インターナショナルとKofaxは合併に合意した。 レックスマークは、Kofaxの発行済み株式を1株あたり11米ドル、つまり約10億米ドルで取得した。 Kofaxの株式は、同社が買収を公表した後、45.73％（$ 10.93）増加した。 買収が確定すると、Kofaxはレックスマークの子会社であるPerceptive Softwareと合併し、親会社のビジネスコンテンツと管理ソフトウェア部門を形成した。 
Kofax Inc.の2015会計年度は、2億9,700万米ドルの収益で終了した。 2016年春、レックスマークとその子会社は、Apex Technology Co. とPAG Asia Capitalが主導する投資コンソーシアムに買収された。買収額は36億米ドルであった。 

### トーマ・ブラボーがKofaxを買収
プライベート・エクイティ・ファンドおよびグロース・キャピタルのオーナーであるトーマ・ブラボーは、 2017年7月にレックスマークの3つの企業向けソフトウェア事業部門 (Kofax、ReadSoft、Perceptive Software) の買収を決めた。 これにより、KofaxとReadSoftは、新たに独立したトーマ・ブラボーのポートフォリオ企業に統合された。 

### Kofaxによるニュアンスのドキュメントイメージング部門の買収
2019年2月1日、Kofaxはニュアンス・コミュニケーションズのドキュメントイメージング部門の買収完了を発表した。 この買収により、KofaxはニュアンスのPower PDF、 ドキュメント管理のPaperPort、OCRソフトウェアであるOmniPageを獲得した。

### KofaxによるTop Image Systemsの買収
2019年5月6日、KofaxはTop Image Systems （NASDAQ: TISA）（TIS）の買収の完了を発表した。 この買収により、KofaxのデジタルキャプチャおよびSaaSベースの機能が強化され、同社はインテリジェントオートメーションプラットフォームのクラウド機能をさらに進化させた。